# Isaac Menyoli
Isaac Menyoli est un architecte et skieur camerounais, né le 6 août 1972. Il est le premier Camerounais à avoir participé aux Jeux olympiques d'hiver, en 2002 à Salt Lake City.

## Biographie
Isaac Menyoli part à Milwaukee en 1993 pour suivre des études puis travailler en tant qu'architecte.
En 2002, il participe aux épreuves de ski de fond aux Jeux de Salt Lake City. Il termine 83e et dernier du 15 km en 45 min 40 s 3. Sur le sprint 1,5 km, il finit 67e sur 71 participants en 4 min 10 s 07. Sa principale motivation est d'attirer l'attention sur le sida au Cameroun et en particulier dans la ville de Buéa, la population locale étant peu consciente des risques.